# 사바라가무와주

사바라가무와 주

사바라가무와주(싱할라어: සබරගමුව, 타밀어: சபரகமுவ மாகாணம்)는 스리랑카 서남부 내륙 지방에 위치한 주로 주도는 라트나푸라이며 면적은 4,921km2, 인구는 1,801,331명(2001년 기준)이다.
주의 이름은 이 지역에 거주하던 원주민이자 수렵 채집 민족인 사바라족에서 유래된 이름이며 해안 도시 콜롬보에서 약 100km 정도 떨어진 곳에 위치하고 있다. 2개 구(케갈레 구, 라트나푸라 구)를 관할한다.

## 같이 보기
- 스리랑카의 주
- 스리랑카의 구